# Saint-Mard-de-Réno
Pour les articles homonymes, voir Saint-Mard.
Saint-Mard-de-Réno est une commune française, située dans le département de l'Orne en région Normandie, peuplée de 397 habitants.

## Géographie
La commune est au nord-ouest du Perche, au cœur du Perche ornais. Son bourg est à 7 km à l'est de Mortagne-au-Perche, à 10 km au sud de Tourouvre, à 11 km à l'ouest de Longny-au-Perche, à 17 km au nord-ouest de Rémalard et à 19 km au nord de Bellême.
| Villiers-sous-Mortagne | Villiers-sous-Mortagne, Feings   | Feings                                                                           |
| Loisail                | Saint-Mard-de-Réno               | Longny les Villages (comm. dél. de Saint-Victor-de-Réno)                         |
| Courgeon               | Courgeon, La Chapelle-Montligeon | Longny les Villages (comm. dél. de Saint-Victor-de-Réno), La Chapelle-Montligeon |

### Hydrographie
La commune est située dans le bassin Loire-Bretagne. Elle est drainée par la Villette, la Gironde, le ruisseau la Gironde et  et un autre petit cours d'eau,.
La Villette, d'une longueur de 17 km, prend sa source dans la commune de Tourouvre au Perche et se jette  dans l'Huisne à Corbon, après avoir traversé six communes. 

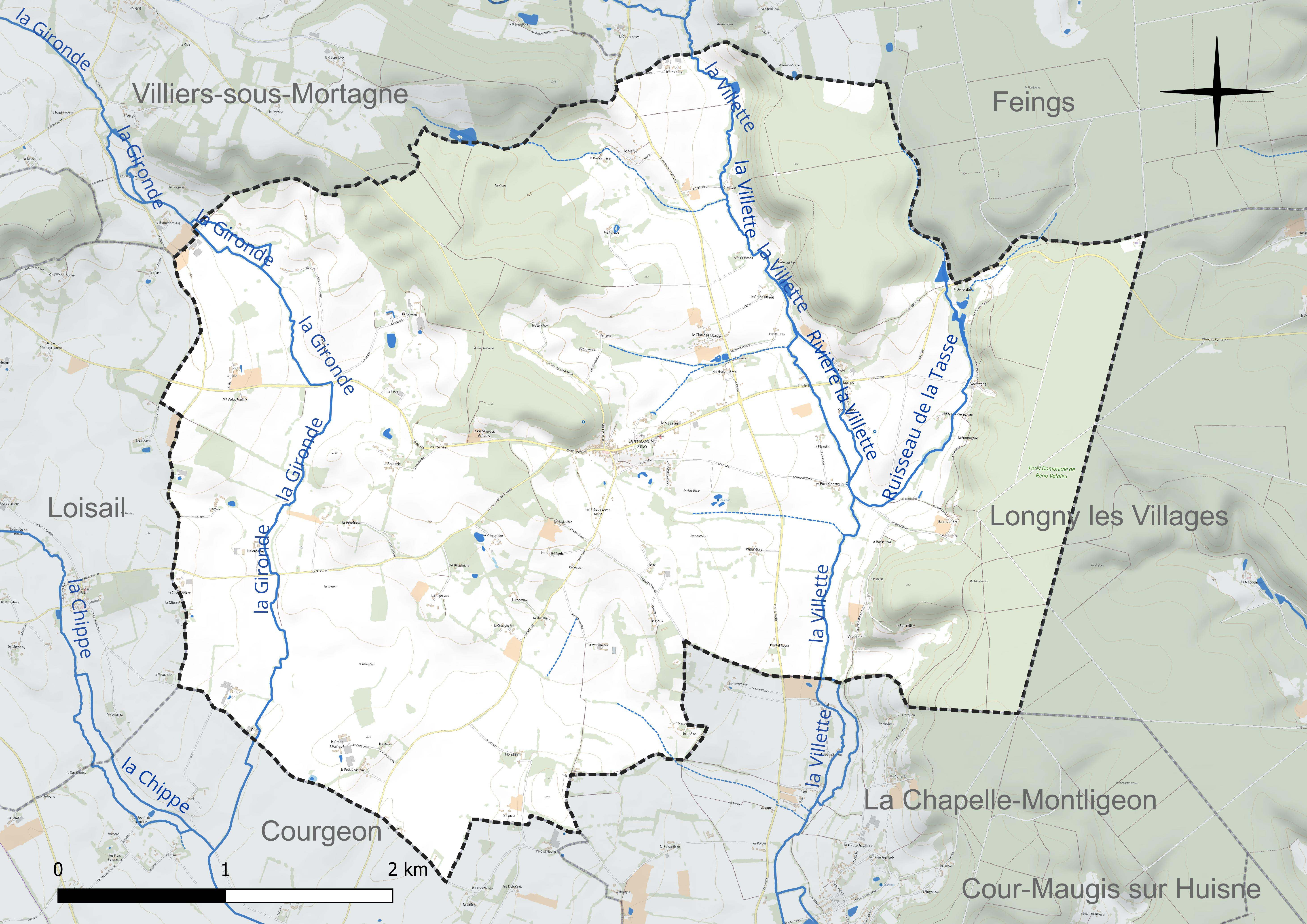
Réseau hydrographique de Saint-Mard-de-Réno.

### Climat
Pour des articles plus généraux, voir Climat de la Normandie et Climat de l'Orne.
En 2010, le climat de la commune est de type climat océanique dégradé des plaines du Centre et du Nord, selon une étude du CNRS s'appuyant sur une série de données couvrant la période 1971-2000. En 2020, Météo-France publie une typologie des climats de la France métropolitaine dans laquelle la commune est exposée à un climat océanique altéré et est dans la région climatique Normandie (Cotentin, Orne), caractérisée par une pluviométrie relativement élevée (850 mm/a) et un été frais (15,5 °C) et venté. Parallèlement le GIEC normand, un groupe régional d’experts sur le climat, différencie quant à lui, dans une étude de 2020, trois grands types de climats pour la région Normandie, nuancés à une échelle plus fine par les facteurs géographiques locaux. La commune est, selon ce zonage, exposée à un « climat contrasté des collines », correspondant au Pays d'Ouche et au Perche et bénéficiant d’un caractère continental affirmé avec des précipitations atténuées et des amplitudes thermiques fortes.
Pour la période 1971-2000, la température annuelle moyenne est de 10,3 °C, avec une amplitude thermique annuelle de 14,1 °C. Le cumul annuel moyen de précipitations est de 793 mm, avec 13,2 jours de précipitations en janvier et 7,9 jours en juillet. Pour la période 1991-2020, la température moyenne annuelle observée sur la station météorologique la plus proche, située sur la commune de Mortagne-au-Perche à 6 km à vol d'oiseau, est de 11,5 °C et le cumul annuel moyen de précipitations est de 802,0 mm,. Pour l'avenir, les paramètres climatiques de la commune estimés pour 2050 selon différents scénarios d’émission de gaz à effet de serre sont consultables sur un site dédié publié par Météo-France en novembre 2022.

## Urbanisme

### Typologie
Au 1er janvier 2024, Saint-Mard-de-Réno est catégorisée commune rurale à habitat très dispersé, selon la nouvelle grille communale de densité à sept niveaux définie par l'Insee en 2022.
Elle est située hors unité urbaine. Par ailleurs la commune fait partie de l'aire d'attraction de Mortagne-au-Perche, dont elle est une commune de la couronne,. Cette aire, qui regroupe 25 communes, est catégorisée dans les aires de moins de 50 000 habitants,.

### Occupation des sols
L'occupation des sols de la commune, telle qu'elle ressort de la base de données européenne d’occupation biophysique des sols Corine Land Cover (CLC), est marquée par l'importance des territoires agricoles (69 % en 2018), une proportion identique à celle de 1990 (69 %). La répartition détaillée en 2018 est la suivante : 
prairies (36,1 %), terres arables (32,8 %), forêts (28,8 %), zones urbanisées (1,5 %), milieux à végétation arbustive et/ou herbacée (0,7 %). L'évolution de l’occupation des sols de la commune et de ses infrastructures peut être observée sur les différentes représentations cartographiques du territoire : la carte de Cassini (XVIIIe siècle), la carte d'état-major (1820-1866) et les cartes ou photos aériennes de l'IGN pour la période actuelle (1950 à aujourd'hui).

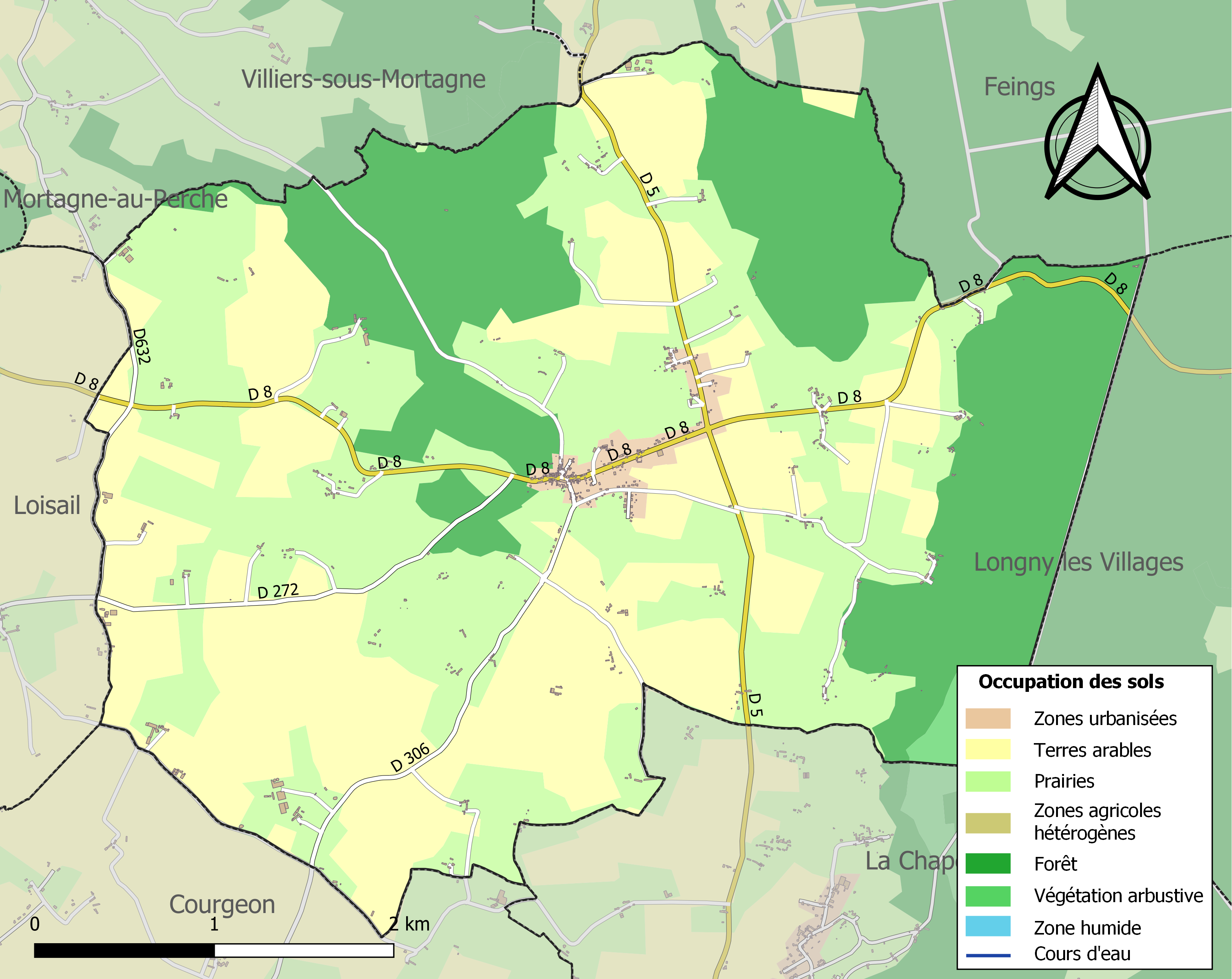
Carte des infrastructures et de l'occupation des sols de la commune en 2018 (CLC).

## Toponymie
Le nom de la localité est attesté sous la forme Sanctus Medaldus en 1170.
La paroisse est dédiée à Médard de Noyon, appelé également Mars, Mards ou Mard, évêque du VIe siècle.
La forêt de Réno couvre les hauteurs à l'est du territoire.
Le gentilé est Saint-Mardais.

## Héraldique
| Blason de Saint-Mard-de-Réno | Blason  | D'azur à la crosse de saint Médard d'or posée en bande, accompagnée en chef d'un lion tenant une coquille et en pointe d'un chêne arraché, le tout d'argent. |
| Blason de Saint-Mard-de-Réno | Détails | |

## Politique et administration
| Période                                  | Période   | Identité              | Étiquette | Qualité                                    |
| ---------------------------------------- | --------- | --------------------- | --------- | ------------------------------------------ |
| avant 1981                               | ?         | Roger Guérin          |           |                                            |
| ?                                        | mars 2001 | Gérard de Heurtaumont |           |                                            |
| mars 2001                                | mars 2008 | Bernard Mariette      | SE        |                                            |
| mars 2008                                | En cours  | Anne-Marie Guérin     | SE        | Retraitée (fonction publique territoriale) |
| Les données manquantes sont à compléter. |           |                       |           |                                            |

Le conseil municipal est composé de onze membres dont le maire et deux adjoints.

## Démographie
L'évolution du nombre d'habitants est connue à travers les recensements de la population effectués dans la commune depuis 1793. Pour les communes de moins de 10 000 habitants, une enquête de recensement portant sur toute la population est réalisée tous les cinq ans, les populations de référence des années intermédiaires étant quant à elles estimées par interpolation ou extrapolation. Pour la commune, le premier recensement exhaustif entrant dans le cadre du nouveau dispositif a été réalisé en 2008.
En 2022, la commune comptait 397 habitants, en évolution de −9,57 % par rapport à 2016 (Orne : −3,21 %, France hors Mayotte : +2,11 %).
Saint-Mard-de-Réno a compté jusqu'à 1 362 habitants en 1836.
| 1793  | 1800 | 1806  | 1821  | 1836  | 1841  | 1846  | 1851  | 1856  |
| ----- | ---- | ----- | ----- | ----- | ----- | ----- | ----- | ----- |
| 1 272 | 793  | 1 268 | 1 289 | 1 362 | 1 344 | 1 360 | 1 360 | 1 351 |

| 1861  | 1866  | 1872  | 1876  | 1881  | 1886  | 1891  | 1896 | 1901 |
| ----- | ----- | ----- | ----- | ----- | ----- | ----- | ---- | ---- |
| 1 353 | 1 252 | 1 185 | 1 165 | 1 080 | 1 023 | 1 016 | 920  | 938  |

| 1906 | 1911 | 1921 | 1926 | 1931 | 1936 | 1946 | 1954 | 1962 |
| ---- | ---- | ---- | ---- | ---- | ---- | ---- | ---- | ---- |
| 839  | 783  | 624  | 576  | 592  | 557  | 638  | 539  | 484  |

| 1968 | 1975 | 1982 | 1990 | 1999 | 2006 | 2008 | 2013 | 2018 |
| ---- | ---- | ---- | ---- | ---- | ---- | ---- | ---- | ---- |
| 446  | 434  | 424  | 431  | 440  | 434  | 432  | 448  | 420  |

| 2022 | - | - | - | - | - | - | - | - |
| ---- | - | - | - | - | - | - | - | - |
| 397  | - | - | - | - | - | - | - | - |

## Lieux et monuments

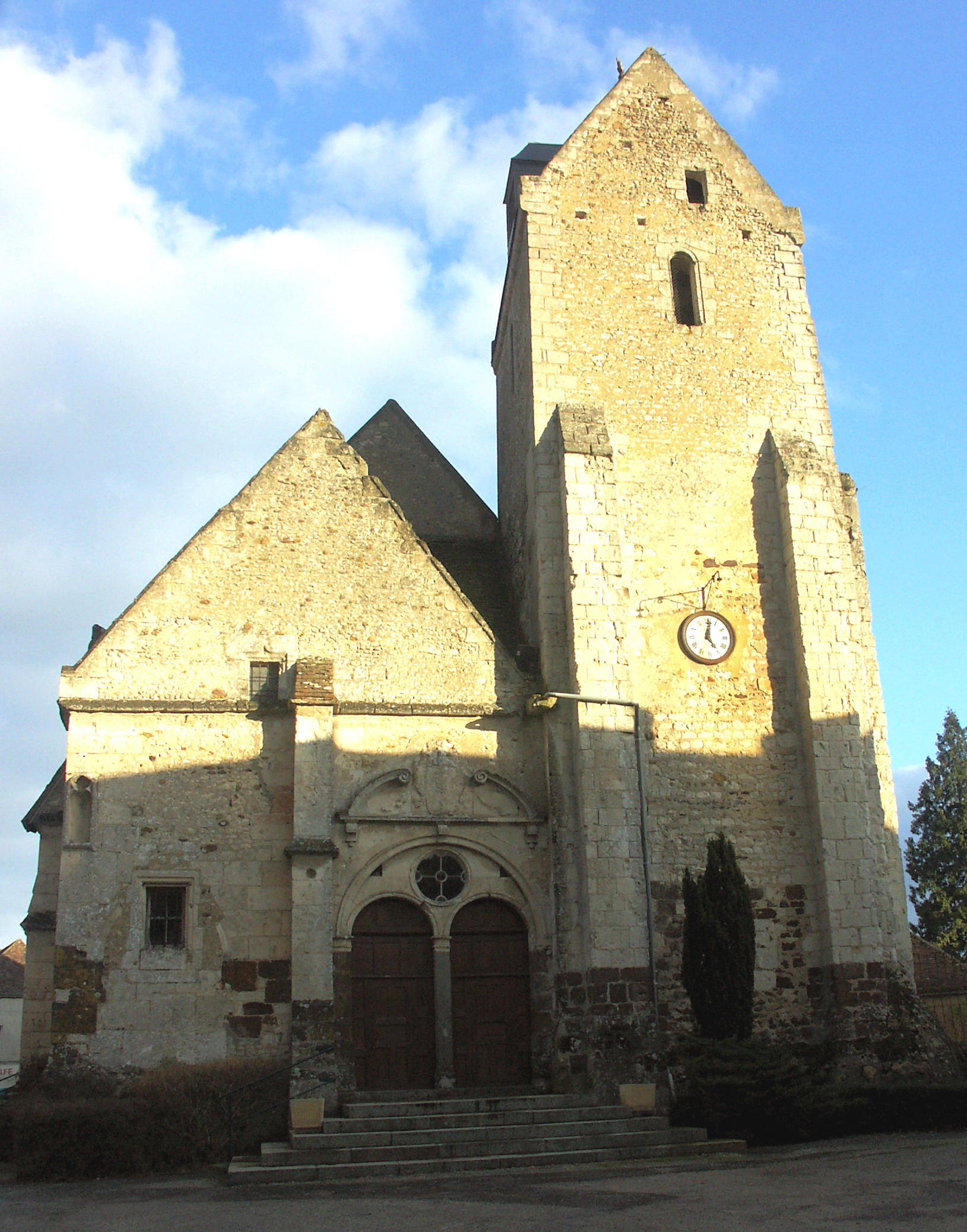
L'église paroissiale Saint-Médard.

- L'église Saint-Médard, en partie du XIVe siècle, est inscrite au titre des Monuments historiques depuis le 24 novembre 1998[29]. La chaire à prêcher, la poutre de gloire, la clôture du chœur, une statue de sainte Anne et la Vierge, une pietà, trois ensembles autels-retables, le siège de célébrant et douze tabourets de chantre sont classés à titre d'objets[30].

## Personnalités liées
- Le scénariste et réalisateur Arnaud Malherbe (né en 1972) est originaire de Saint-Mard-de-Réno[réf. nécessaire]. Ancien journaliste et critique de cinéma à L'Express, il est notamment l'auteur des courts-métrages Good Job!, Dans leur peau, Macadam Peau-Rouge, ainsi que des téléfilms Belleville Story (Arte, Prix du meilleur film au Festival de La Rochelle en 2009) et Chambre Noire (France 2). Il a également signé le scénario des bandes-dessinées Taïga Rouge (Dupuis-Aire Libre) et Belleville Story (Dargaud, deux tomes).
- Édouard Buguet (1840-1901), photographe-spirite installé à Montmartre, spécialisé dans la prise de clichés de fantômes et spectres, est né dans cette commune. Il fut condamné pour fraude et escroquerie en 1875.